# Фрірайтинг
Фріра́йтинг (англ. free writing) або вільне письменство — це письмова техніка, яка допомагає увійти в творчий стан і поринути у вільний потік слів, мета якого — подолати бар'єри внутрішнього цензора і отримати доступ до прихованих в глибинах нашої душі знань та ідей. Спектр застосування цієї техніки дуже широкий — від розвитку креативності до подолання творчих блоків в літературній праці, і навіть зняття стресу.

## Історія
Згадки схожого методу можна знайти у Миколи Гоголя, наприклад, у його відповіді Володимиру Соллогубу, який скаржився, що йому «не пишеться»:
Соллогуб В. О. «Повісті. Спогади.»:
А ви все-таки пишіть … візьміть гарненьке перо, гарненько його очинить, покладіть перед собою аркуш паперу і почніть таким чином: «мені сьогодні щось не пишеться». Напишіть це багато разів поспіль, і раптом вам прийде хороша думка в голову! За нею друга, третя, адже інакше ніхто не пише, і люди, захоплені постійним натхненням, рідкісні, Володимире ОлександровичуОригінальний текст (рос.)
А вы всё-таки пишите… возьмите хорошенькое пёрышко, хорошенько его очините, положите перед собой лист бумаги и начните таким образом: «мне сегодня что-то не пишется». Напишите это много раз кряду, и вдруг вам придет хорошая мысль в голову! За ней другая, третья, ведь иначе никто не пишет, и люди, обуреваемые постоянным вдохновением, редки, Владимир Александрович.
Прихильником цього методу була Доротея Бранд. У своїй книзі «Becoming a Writer» (1934), вона радить читачам щоранку писати протягом 30 хвилин так швидко, як тільки вони можуть.
Фрірайтинг оформився як самостійна техніка в 70-х роках ХХ століття. Невдовзі він був детально описаний в роботах Пітера Елбоу, що займає пост професора англійської мови в Массачусетському університеті. Він випустив ряд книг, наприклад, «Сильний лист» («Writing With Power») або «Письменництво без вчителів» («Writing Without Teachers»). В 90-х роках книги стали бестселерами, тому про техніку фрірайтинга дізналися багато. Тоді ця методика стала набувати величезну популярність. Також на популярність вільного письма вплинули книги Джулії Кемерон «Шлях художника» (The Artist's Way) (1992) і Марка Леві «Фрірайтінг: сучасна техніка пошуку креативних рішень» й «Геніальність на замовлення». Крім того, до фрірайтінгу зверталися Том Пітерс, Рей Бредбері, Ел Райс, Джей Конрад Левінсон та інші професіонали своєї справи.

## Інструкція
1. Підготовка. Візьміть будильник, ручку і кілька чистих аркушів паперу і (або розташуйтеся біля комп'ютера, якщо ви вмієте швидко стукати по клавішах). Уважно перечитайте правила фрірайтингу (див. нижче) і поставте будильник на п'ять хвилин вперед.
2. Робота. Пишіть все, що приходить в голову (на обрану тему або без неї), поки не продзвонить будильник.
3. Осмислення. Закінчивши роботу, зробіть тривалу перерву і уважно прочитайте написане (краще вголос — так текст сприймається вірніше). Відзначте живі фрагменти, які можна зберегти і використовувати в подальшій роботі. Якщо у вас виникли ідеї або питання, зафіксуйте їх. Подивіться, чи не можна використовувати ідеї, що містяться у вашому тексті, для вирішення завдань, над якими ви зараз працюєте.

## Правила фрірайтінгу
- Пишіть швидко, не зупиняючись і не перечитуючи вже написане, поки не продзвонить будильник.
- Не намагайтеся написати так, щоб це комусь сподобалося. Ваш цензор на канікулах.
- Якщо ваші думки несподівано взяли «дикий» напрямок, не кажіть собі «це нерозумно, треба зупинитися», а продовжуйте записувати.
- Не виправляйте помилок, нічого не закреслюйте, не стежите за граматикою і пунктуацією, логікою і стилем. Головне ваше завдання під час фрірайтингу — залишатися у потоці.
- Пишіть повними реченнями (не списком і не набором слів).
- Будьте якомога точнішими в деталях — описуйте фактуру, запах, звук тощо, наприклад, не «який-небудь фрукт», а «зелене соковите яблуко». Однак якщо потрібно вибирати між детальністю і швидкістю, вибирайте швидкість.

### Коли використовувати фрірайтинг?
- Коли потрібно написати текст, який здається важким.
- Коли потрібно знайти нові несподівані ідеї й точки зору в роботі над складною проблемою.
- Коли потрібно витягнути на поверхню свої думки з приводу якоїсь теми.
- Коли потрібно зняти напругу, розвантажити свідомість від «сміття».
- Коли потрібно подолати творчий блок.
- Коли звичка постійно оцінювати написане заважає імпровізувати, грати, пробувати нові підходи.

## Практичні поради
- Починаючи освоювати фрірайтинг, не намагайтесь відразу отримати з написаного «корисний результат»: головне на першому етапі — сама практика звільнення від самоконтролю при письменництві. Краще на якийсь час свідомо відмовитися від будь-якого корисного результату фрірайтинга і сприймати його просто як розігрів або розвантаження свідомості від «сміття». Коли навичка закріпиться і самоцензура зникне, тоді можна буде використовувати «корисний» фрірайтинг.
- Якщо ви не можете підібрати потрібне слово, пишіть те, яке прийшло вам в голову на цей момент, — пізніше ви легко заміните його на більш точне.
- Якщо в якийсь момент вам здасться, що писати нема про що, пишіть про це. Вас здивує, скільки існує цікавих продовжень у фрази «Я не знаю, про що писати».
- Якщо ви не можете почати фрірайтинг, почніть описувати будь-який об'єкт, що знаходиться поряд, — наприклад, найближчий червоний предмет або власні руки.
- Якщо ви відчуваєте дискомфорт або нудьгу, запитайте себе, що вас турбує, і пишіть про це.

## Фрірайтинг для написання текстів
Написання текстів — одне з найбільш поширених застосувань фрірайтингу вже в силу самої його природи. Фрірайтинг виявляється особливо гарним помічником, коли потрібно написати текст, тема якого здається важкою, заплутаною або нудною, коли здається, що про неї все вже сказано, коли звичка постійно оцінювати те, що ми пишемо, заважає точно сформулювати думку. Фрірайтинг — це можливість імпровізувати, грати, пробувати нові підходи до тексту, і існує безліч способів використовувати цю техніку, щоб створити дійсно цікавий текст або зробити підсумковий текст краще:
Розігрів: свого роду розминка перед справжньою роботою, перехід в творчий стан, можливість почати роботу над текстом з чогось приємного.
Підготовка ґрунту: запишіть (у вигляді зв'язкових речень) все, що ви знаєте по темі, а також всі питання по ній, які вам приходять у голову. Потім використовуйте цей матеріал, щоб зорієнтуватися в структурі та змісті майбутнього тексту (це зручно робити за допомогою ментальної карти).
Випускання пари: якщо емоції заважають писати зважено й об'єктивно, почніть сеанс фрірайтингу і пишіть до тих пір, поки не вимовитесь.
Звільнення від ментального мотлоху: фрірайтинг допомагає позбутися самоочевидних, банальних, поверхневих думок щодо теми вашого тексту.
Пошук нових ідей: цей різновид фрірайтинга схожий на подорож в невідому країну, — ви не знаєте, що знайдете на шляху і куди він вас приведе. Просто дивіться по сторонах і записуйте, а повернувшись додому, оцініть свої знахідки.
«Просунута» техніка: зробіть 10-хвилинний сеанс фрірайтингу, відштовхуючись від своїх нинішніх уявлень про тему. Потім підсумуйте все написане в одній фразі і зробіть наступний сеанс, відштовхуючись від цієї фрази. Повторюйте цикл, поки не відчуєте, що знайшли центральну думку.
Ці прості прийоми можна з успіхом використовувати для написання текстів самого різного характеру — від журнальних статей до заміток в особистому блозі, від корпоративних документів до особистих поздоровлень, від книг до ділових листів.

## Фрірайтинг для створення ідей
Фрірайтинг приходить на допомогу і тоді, коли потрібні свіжі ідеї і нові рішення, а це відбувається в нашому бурхливому житті все частіше. Скористайтеся цією технікою для того, щоб:
Сформулювати ідею, яка невиразно маячить на задньому плані вашої свідомості. Можливо, вам вистачить для цього одного 5-хвилинного сеансу, а може бути, захочеться зробити серію, кожен раз працюючи над результатами попереднього сеансу.
Розвинути, доопрацювати, глибше продумати вже наявну ідею. Напишіть про свою ідею з кількох різних точок зору — наприклад, з погляду конкурентів, колег по роботі, тих, хто буде нею користуватися тощо.
Створити нові ідеї для вирішення задачі або проблеми. Використовуйте 5-хвилинні сесії фрірайтингу, а потім інтерпретуйте результати як підказки для вирішення вашого завдання. У таких випадках зручно поєднувати фрірайтинг з методом випадкового стимулу.
І ще один добре відомий ефект фрірайтингу, пов'язаний з творчістю, — подолання творчих блоків. Напевно у кожного була ситуація, коли завдання «не йде», і що б ви не робили, справа не рухається з місця. Фрірайтинг допомагає знаходити вихід і з таких ситуацій.

## Фрірайтинг для роботи з внутрішнім станом
Оскільки в процесі фрірайтингу ви фактично прямо контактуєте зі своїм внутрішнім світом, фрірайтинг може використовуватися для вирішення різного роду особистих завдань — від прийняття рішень до стрес-менеджменту [Архівовано 2 квітня 2015 у Wayback Machine.]. Спробуйте цю техніку, якщо ви хочете:
Заспокоїтися, коли емоції «б'ють» через край. Дайте собі повну волю і висловіть в сеансі фрірайтингу все, що проситься назовні, і тільки потім напишіть спокійну, зважену відповідь людині, яка вивела вас з рівноваги.
Витягнути на поверхню свої думки. Буває, що ми самі не знаємо, що думаємо з того чи іншого питання. В цьому випадку буває корисним висловити за допомогою фрірайтингу всі свої точки зору, не піклуючись про їх правильності чи аргументації, а потім навести у всьому цьому порядок.
Прийти до рішення. Зробіть фрірайтинг з різними варіантами рішень, а потім виберіть те, до якого більше лежить серце.
Зібратися з думками, коли вони розбігаються. Дозвольте собі блукати, поки не відчуєте, що торкнулися важливої теми, потім перейдіть на цю тему.
Підготуватися до складних переговорів. Проведіть в режимі фрірайтингу невеликі діалоги з основними дійовими особами, і вам стане ясніше, чого можна від них очікувати.
І ще одна особливість фрірайтингу, яка ріднить його з іншим техніками особистого розвитку, полягає в тому, що він не тільки допомагає нам у вирішенні конкретних професійних і особистих завдань, будь то написання текстів, створення ідей або стрес-менеджмент, але й робить свій внесок в наш особистий розвиток в цілому — з кожним його використанням ми стаємо більш гнучкими, вільнішими, глибше усвідомлюємо буття та з кожним використанням більше навчаємось творчості.